# Шетландска овчарка
Шетландската овчарка или шелти (на английски: Shetland Sheepdog, Sheltie) е порода кучета, която произхожда от Шетландските острови – островна група, намираща се на около 75 км от бреговете на Шотландия. Има сведения, че такива кучета са обитавали също така Герницките и Оркнейските острови. Принадлежи към овчарската група.

## Стандарт
Обща характеристика и описание:
Малко дългокосместо работно куче със симетрични и хармонично свързани части на тялото.
Глава:
Дълга, с клиновидна форма, заострена от ушите към носа. Черепът е плосък, умерено широк между ушите. Дължината му е равна на дължината на муцуната. Очите са средно големи с бадемовидна форма и тъмнокафяв цвят. При мраморна окраска на кучетата се допуска и син цвят на едното или двете очи. Ушите са сравнително високо поставени, с триъгълна форма, полуизправени, насочени напред.
Зъби:
Пропорционална челюст, добре изразена ножицообразна захапка. Желателно е кучето да има пълен набор от 42 правилно разположени зъби.
Тяло:
Тялото е продълговато, с дълбоки гърди и права горна линия. Опашката е ниско поставена, покрита с дълга гъста козина. Козината е дълга, права и гъста, с къс и мек подкосъм.
Ръст:
Идеалната височина в холката за мъжките екземпляри – 37 см., за женските – 35,5 см. Допустимо отклонение – 2,5 см.
Оцветяване:
Рижо-бяло, трицветно, мраморно, черно-бяло (би-колор), би-мерл. Бели петна се допускат на челото, муцуната, врата, гърдите и края на опашката. Белите петна по тялото са нежелателни.

## Характер
Безусловно в голяма степен своя външен вид и характер шетландската овчарка дължи на своите предци – колитата, едни от най-интелигентните кучета. Шетландската овчарка никъде не е по-зле от тях. Независимо от своя размер и влияние на предците си, характерът на шелтито е различен от този на колито. Активност, радост от живота, бдителност, охранителни качества, комуникативност и любвеобвилност са качества, които са много по-присъщи на шетландската овчарка. От колито шелтито е взело само най-доброто – красива външност, достойнство, любов към децата, способност за обучение и самообучение. Шетландската овчарка няма добре изразени ловни качества, но това гарантира отсъствието на проблем с други животни. Тя много добре преценява преди да избере своя партньор за игра. Много често предпочита хората, отколкото други кучета. Обича да играе със себеподобни и колита.
Много хора от много страни обичат и предпочитат шетландската овчарка, тъй като тя съчетава в себе си живата хармония и съвършения кучешки интелект, веселия характер, необикновено очарование и заедно с това красиви маниери на благородно животно. Шелтито има красиви и добри очи с меко и приветливо изражение. То е винаги дружелюбно настроено, енергично, бдително и с чувство за отговорност и вина. Не допуска фамилиарност. Към чуждите е недоверчиво и сдържано. В случай на крайна необходимост и за да се защити хапе, но за хората, които се грижат за него, то не е опасно. Агресивноста, истеричноста и грубоста са чужди за тази порода.
Шетландската овчарка е една от породите, които подлежат на лесно обучение. Много добре се представя на аджилити.

## История
Смята се, че породата произхожда от Шетландските острови в средата на XV век. Тъй като по това време те са били норвежко владение, се предполага, че нейни предшественици са скандинавски породи кучета, като норвежки бухунд и исландска овчарка, както и кучетата яки, наречени в чест на коренните жители на Гренландия. Във формирането ѝ са взели участие и други шпицообразни породи, като шиперке, както и декоративния Кинг Чарлз шпаньол.
Многото кръстоски са правени с цел повишаване работните качества на породата. Местното население наричало кучетата „туни-дог“ (малко куче) или „фери-дог“ (вълшебно куче), а по-късно и миниатюрно шотландско коли. Названието „шелти“ е съкратено от „шетландска овчарка“ и се появява много по-късно.
Шетландската овчарка се използвала основно за охрана на оборите с добитък от диви животни, оповестяване на стопаните с лай за наближаваща опасност и пасене на добитъка (птици, овце, крави и понита).
В началото на ХХ век шетландската овчарка е изглеждала много по-различно от днес. Важна роля в постигането на съвременния ѝ облик играе колито.
Шелти е относително нова порода, създадена преди стотина години. Първата книга за тях е написана през 1916 г. от Берил Тин. В нея те са назовани „шетландски колита“ и са описани като неголеми овчарски кучета.
В началото на ХХ век шелтитата силно са се различавали като ръст и екстериор, били са с най-разнообразни окраски и на първите изложби, които са проведени в континенталната част на Европа (Великобритания), са ги считали за по скоро за куриозна, отколкото за сериозна порода. Въпреки това породата успяла да се развие. На 28 ноември 1908 г. бил създаден първият шелти клуб – „Клуб на шетландските колита“ в гр. Леруик. Именно той създава първата литература за шетландската овчарка и стандарта на породата. През януари следващата година е създаден и първият клуб за породата в Шотландия – „Клуб на шетландската овчарка“. През 1914 г. е основан „Английски клуб на шетландската овчарка“ в Бирмингам – най-влиятелният клуб за породата на Британските острови.
Последните промени в стандарта на породата са приети от UKC през 1948 г.
Според статистики шетландските овчарки превъзхождат колитата в САЩ, Великобритания, Скандинавските страни и на други места.